# George Sheldon (tenis)
George Preston Sheldon, Jr., nacido el 19 de noviembre de 1876, fue un tenista estadounidense activo a finales del siglo XIX. Ganó dos títulos de dobles masculinos en el Abierto de Estados Unidos en el Newport Casino junto con Leo Ware.
En 1897, alcanzó las semifinales del Campeonato del Oeste y del Campeonato de Canadá. Jugó tenis intercolegial y hockey sobre hielo para Yale.
Además de su carrera en el tenis, Sheldon fue un estudiante-atleta en la Universidad de Yale, donde jugó tanto tenis como hockey sobre hielo. Sus contribuciones al deporte durante esta época fueron significativas, ayudando a popularizar el tenis en los Estados Unidos.

## Finales de Grand Slam

### Dobles (2 títulos, 1 subcampeonato)
| Resultado  | Año  | Campeonato                            | Superficie | Compañero | Contrincantes                 | Resultado                 |
| ---------- | ---- | ------------------------------------- | ---------- | --------- | ----------------------------- | ------------------------- |
| Ganador    | 1897 | Campeonato Nacional de Estados Unidos | Césped     | Leo Ware  | Harold Mahony Harold Nisbet   | 11–13, 6–2, 9–7, 1–6, 6–1 |
| Ganador    | 1898 | Campeonato Nacional de Estados Unidos | Césped     | Leo Ware  | Holcombe Ward Dwight Davis    | 1–6, 7–5, 6–4, 4–6, 7–5   |
| Subcampeón | 1899 | Campeonato Nacional de Estados Unidos | Césped     | Leo Ware  | Holcombe Ward Dwight F. Davis | 4–6, 4–6, 3–6             |